# Corythornis
Corythornis Kaup, 1848 è un genere di piccoli martin pescatori africani associati a corsi d'acqua.
Uno studio di filogenesi molecolare sui martin pescatori della sottofamiglia Alcedininae, pubblicato nel 2007, ha dimostrato che le suddivisioni tassonomiche tradizionali non riflettevano gruppi monofiletici. Di conseguenza, le specie sono state riorganizzate in quattro generi, tra cui il genere Corythornis, ricostituito per accogliere quattro specie. Il genere Corythornis era stato originariamente introdotto dal naturalista tedesco Johann Jakob Kaup nel 1848. La specie tipo è il martin pescatore di Príncipe (Alcedo cristatus nais). Corythornis è il gruppo fratello del genere Ispidina, che comprende altri due piccoli martin pescatori africani.

## Specie
Sono riconosciute quattro specie:
| Genere Corythornis Kaup, 1848 - 4 specie | Genere Corythornis Kaup, 1848 - 4 specie | Genere Corythornis Kaup, 1848 - 4 specie | Genere Corythornis Kaup, 1848 - 4 specie |
| Nome comune                              | Nome scientifico e sottospecie | Distribuzione | Stato di conservazione                   |
| ---------------------------------------- | --- | --- | ---------------------------------------- |
| Martin pescatore pigmeo del Madagascar   | Corythornis madagascariensis (Linnaeus, 1766) Due sottospecie: • C. m. madagascariensis (Linnaeus, 1766) • C. m. dilutus (Benson, 1974)                                                                                              | Madagascar |                                          |
| Martin pescatore ventrebianco            | Corythornis leucogaster (Fraser, 1843) Tre sottospecie: • C. l. bowdleri (Neumann, 1908) • C. l. leucogaster (Fraser, 1843) • C. l. leopoldi (A. J. C. Dubois, 1905)                                                                 | Dalla Guinea al Mali e al Ghana, dalla Nigeria all'Angola nord-occidentale, all'isola di Bioko, dall'est della Repubblica Democratica del Congo al sud dell'Uganda e al nord-ovest dello Zambia |                                          |
| Martin pescatore malachite               | Corythornis cristatus (Pallas, 1764) Cinque sottospecie: • C. c. galeritus (P. L. S. Müller, 1776) • C. c. nais (Kaup, 1848) • C. c. thomensis Salvadori, 1902 • C. c. cristatus (Pallas, 1764) • C. c. stuartkeithi Dickerman, 1989 | Gran parte dell'Africa subsahariana, ad eccezione delle zone più aride della Somalia, del Kenya, della Namibia e del Botswana                                                                   |                                          |
| Martin pescatore malgascio               | Corythornis vintsioides (Eydoux & Gervais, 1836) Due sottospecie: • C. v. johannae R. Meinertzhagen, 1924 • C. v. vintsioides (Eydoux & Gervais, 1836)                                                                               | Madagascar, Mayotte e Comore |                                          |